# Resolutie 791 Veiligheidsraad Verenigde Naties
Resolutie 791 van de Veiligheidsraad van de Verenigde Naties werd unaniem aangenomen op 30 november 1992. Deze resolutie verlengde de ONUSAL-waarnemersmacht in El Salvador met een half jaar.

## Achtergrond
Begin jaren 1980 waren de landen Nicaragua, Honduras en ook El Salvador in conflict met elkaar. In Nicaragua voerden allerlei groeperingen een gewapende strijd tegen de overheid. Die groeperingen werden heimelijk gesteund door de Verenigde Staten. Die laatsten gingen ook een overeenkomst aan met Honduras tegen communistische bewegingen in Nicaragua en El-Salvador.
In El Salvador was een burgeroorlog begonnen tussen de overheid en de communistische beweging FMLN. Rond 1990 werd onderhandeld over vrede; wat in 1992 leidde tot de Vrede van Chapultepec.

## Inhoud
De Veiligheidsraad:
- herinnert aan resolutie 637 (1989);
- herinnert ook aan de resoluties 693, 714, 729 en 784;
- bestudeerde het rapport van secretaris-generaal Boutros Boutros-Ghali;
- waardeert diens voortdurende inspanningen om de uitvoering te ondersteunen van de akkoorden die van 4 april 1990 tot 16 januari 1992 werden gesloten tussen El Salvador en het FMLN om de vrede te herstellen en verzoening te bevorderen;
- bemerkt de bedoeling van de secretaris-generaal om, net als bij andere operaties die de vrede moeten handhaven, de uitgaven zorgvuldig in de gaten te houden in deze periode waarin er steeds meer gevraagd wordt van hulpbronnen die de vrede moeten ondersteunen;

1. keurt het rapport goed;
2. besluit om het mandaat van ONUSAL met zes maanden te verlengen, tot 31 mei 1993;
3. verwelkomt de secretaris-generaals intentie om de toekomstige activiteiten en sterkte aan te passen aan de vooruitgang in het vredesproces;
4. dringt er bij beide partijen op aan de aangegane akkoorden en de nieuwe deadlines na te komen;
5. deelt in die context de zorgen van de secretaris-generaal;
6. steunt diens werk in El Salvador en roept beide partijen op om samen te werken met zijn Speciale Vertegenwoordiger en ONUSAL;
7. vraagt alle landen en internationale instellingen om het vredesproces te blijven steunen op het gebied van ontwikkeling en financiën;
8. vraagt de secretaris-generaal om op de hoogte te worden gehouden van de verdere ontwikkelingen en voor het einde van het nieuwe mandaat te rapporteren over ONUSAL's operaties;
9. besluit om op de hoogte te blijven.

## Verwante resoluties
- Resolutie 730 Veiligheidsraad Verenigde Naties
- Resolutie 784 Veiligheidsraad Verenigde Naties
- Resolutie 832 Veiligheidsraad Verenigde Naties (1993)
- Resolutie 888 Veiligheidsraad Verenigde Naties (1993)

Lijst ·  726 ·  727 ·  728 ·  729 ·  730 ·  731 ·  732 ·  733 ·  734 ·  735 ·  736 ·  737 ·  738 ·  739 ·  740 ·  741 ·  742 ·  743 ·  744 ·  745 ·  746 ·  747 ·  748 ·  749 ·  750 ·  751 ·  752 ·  753 ·  754 ·  755 ·  756 ·  757 ·  758 ·  759 ·  760 ·  761 ·  762 ·  763 ·  764 ·  765 ·  766 ·  767 ·  768 ·  769 ·  770 ·  771 ·  772 ·  773 ·  774 ·  775 ·  776 ·  777 ·  778 ·  779 ·  780 ·  781 ·  782 ·  783 ·  784 ·  785 ·  786 ·  787 ·  788 ·  789 ·  790 ·  791 ·  792 ·  793 ·  794 ·  795 ·  796 ·  797 ·  798 ·  799